# Kanton Lorris
Kanton Lorris is een kanton van het Franse departement Loiret. Het kanton maakt deel uit van de arrondissementen Montargis (37) en Orléans (1).

## Gemeenten
Het kanton Lorris omvatte tot 2014 de volgende 13 gemeenten:
- Chailly-en-Gâtinais
- Coudroy
- La Cour-Marigny
- Lorris (hoofdplaats)
- Montereau
- Noyers
- Oussoy-en-Gâtinais
- Ouzouer-des-Champs
- Presnoy
- Saint-Hilaire-sur-Puiseaux
- Thimory
- Varennes-Changy
- Vieilles-Maisons-sur-Joudry

Bij de herindeling van de kantons door het decreet van 25 februari 2014 met uitwerking op 22 maart 2015 werden volgende 25 gemeenten aan het kanton toegevoegd :
- Aillant-sur-Milleron
- Auvilliers-en-Gâtinais
- Beauchamps-sur-Huillard
- Bellegarde
- La Chapelle-sur-Aveyron
- Chapelon
- Le Charme
- Châtenoy
- Châtillon-Coligny
- Cortrat
- Dammarie-sur-Loing
- Fréville-du-Gâtinais
- Ladon
- Mézières-en-Gâtinais
- Montbouy
- Montcresson
- Moulon
- Nesploy
- Nogent-sur-Vernisson
- Ouzouer-sous-Bellegarde
- Pressigny-les-Pins
- Quiers-sur-Bézonde
- Saint-Maurice-sur-Aveyron
- Sainte-Geneviève-des-Bois
- Villemoutiers